# Hermann Helmer
Hermann Gottlieb Helmer (* Hamburg, 13. srpnja, 1849.; † Beč, 2. travnja, 1919.) bio je njemački arhitekt, koji je svoj radni vijek 
proveo u Austriji. Ostat će trajno zapamćen po radu u zajedničkom projektnom birou Fellner & Helmer. 

## Životopis
Helmer je u tajne gradnje, krenuo kao obični zidar, zatim je pohađao strukovnu graditeljsku školu u Nienburg/Weseru, te potom Umjetničku Akademiju u Münchenu. Nakon školovanja zaposlio se u atelieru Ferdinanda Fellnera (starijeg) u Beču.
1873. osnovao je s njegovim sinom Ferdinandom Fellnerom zajednički projektni studio Biro Fellner & Helmer, koji se proslavio projektiranjem i izgradnjom kazališta po cijeloj Austro-Ugarskoj monarhiji.
Iako su radove uvijek potpisivali zajednički kao Fellner & Helmer, ipak se radilo u 
najviše slučajeva o pretežitom radu jednog od njih.
Fellner je više naginjao klasicističkim rješenjima, pa se drži da su kazališne zgrade iz ; Wiesbadena, Fürtha, Darmstadta, Klagenfurta i Züricha njegovi projekti.
Helmer  je bio predsjednik Stalnog odbora za natječaje i član Odbora za izgradnju 
i razvoj grada Beča. Bio je jedan od osnivača Udruge arhitekata Austrije.

## Djela (izbor)
- Hrvatsko narodno kazalište u Varaždinu
- brojne podružnice Austro-Ugarske banke u raznim gradovima monarhije
- Vijećnica u Liesingu, Beč
- Stadttheater, Klagenfurt
- Umjetnički paviljon, Zagreb
- Tonhalle Zürich, danas dio Kongresnog centra, Zürich
- Hessisches Staatstheater, Wiesbaden

- O zajedničkim projektima koje je Helmer napravio sa svojim partnerom Fellnerom pogledajte: Biro Fellner & Helmer

## Vanjske poveznice
- planet-vienna.com - Hermann Helmer (1849.-1919.)